# Nissonvalleirivier
Nissonvalleirivier (Zweeds: Nissonvaggejåkka of -johka) is een rivier die stroomt in de Zweedse  gemeente Kiruna. De rivier verzorgt de afwatering van het water afkomstig van Nissonberg, dat belandt in de Nissonvallei. De vallei stroomt aan twee kanten leeg, naar het noordwesten via de Nissonrivier en naar het zuidoosten via de Nissonvalleirivier. De rivier is ongeveer 7 kilometer. Ze stroomt samen met de Goalkašrivier.
Afwatering: Nissonvalleirivier → Goalkašrivier → Rautasrivier → Torne → Botnische Golf